# Schloss Elmau
Koordinaten: 47° 27′ 43″ N, 11° 11′ 10″ O

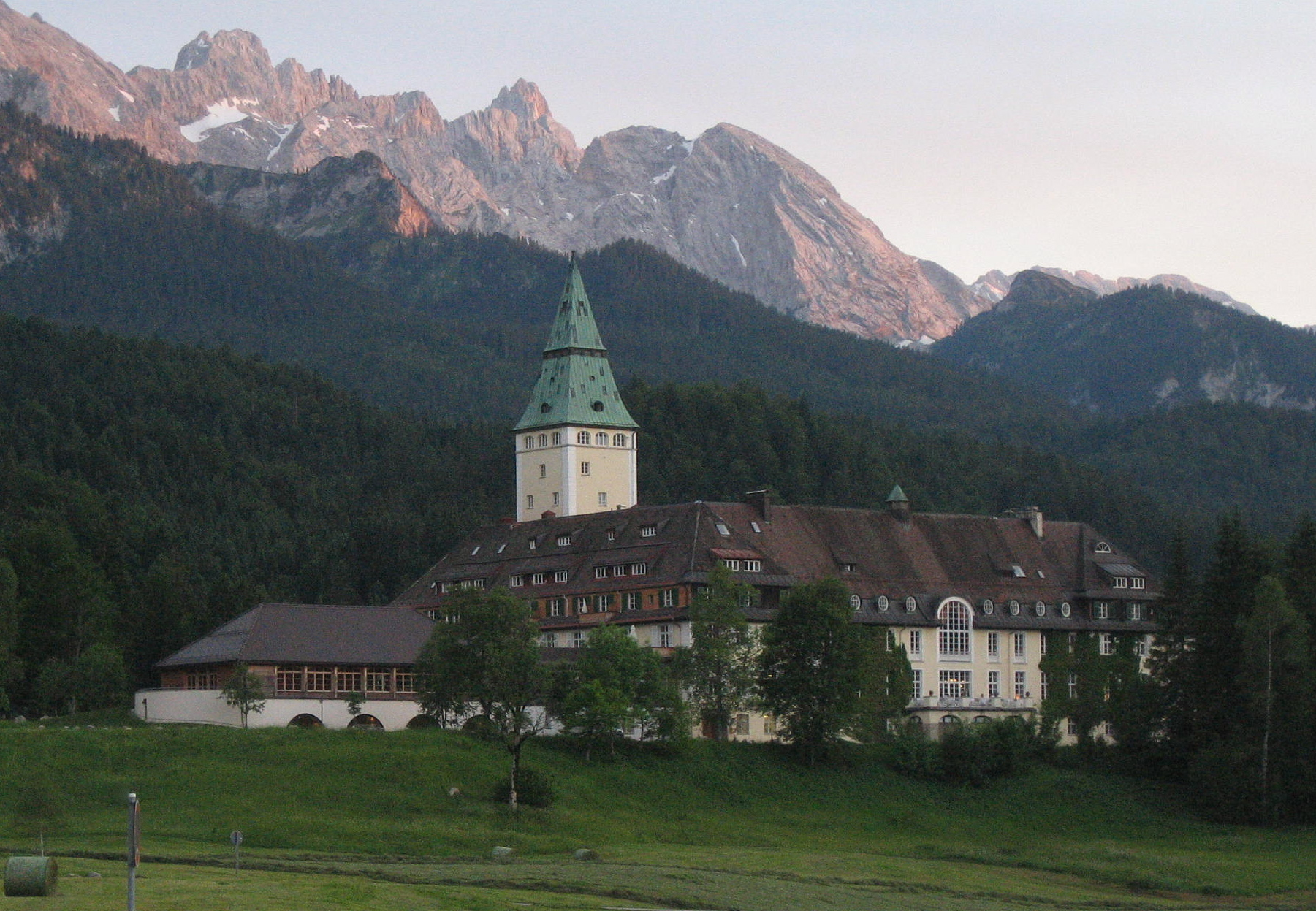
Schloss Elmau von Nordosten (von der Elmauer Alm aus) gesehen

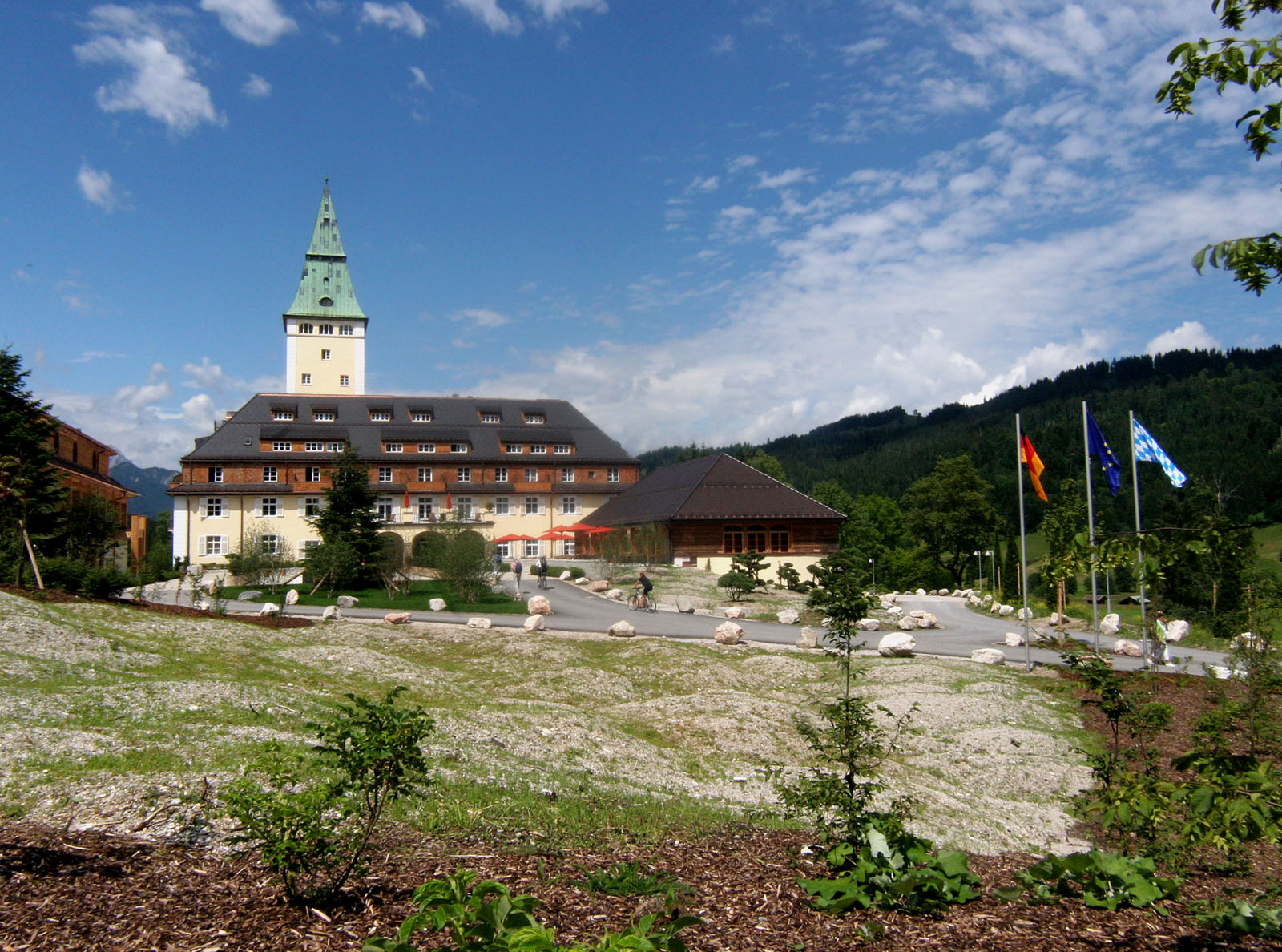
Schloss Elmau, Zufahrt und Eingangsseite von Osten

Schloss Elmau liegt oberhalb der Ortschaft Klais, Gemeinde Krün, im Landkreis Garmisch-Partenkirchen auf 1008 Meter Höhe am Fuß des Wettersteingebirges (Oberbayern).
Es wurde von Carl Sattler und dem Bauherrn Johannes Müller in Formen der Reformarchitektur während des Ersten Weltkriegs von 1914 bis 1916 mit ausgebautem Walmdach, Turm und Vorhallen erbaut.
2005 wurde das Schloss bei einem Brand zerstört und in der Folge teilweise abgerissen. Müllers Enkel Dietmar Mueller-Elmau als Bauherr und Sattlers Enkel Christoph Sattler als Architekt bauten das Schloss von 2006 bis 2007 wieder neu als Fünf-Sterne-S-Hotel auf.
Teile des Gebäudes sind als Baudenkmal in die Bayerische Denkmalliste eingetragen. Der Südflügel bietet auf sechs Stockwerken Zimmer für Gäste an. Die Reformarchitektur ist hier nicht mehr erkennbar. Das Schloss Elmau gehört zur Allianz The Leading Hotels of the World.

## Geschichte
Erstmals wurde der Name Elmau im Jahr 1395 urkundlich erwähnt. Der Name kommt von Elmen-Aue. Elme ist eine Form des Pflanzennamens Ulme. Der Name bedeutet also: Eine mit Ulmen bewachsene Aue. Schloss Elmau steht auf spätglazialen Schottern der Würm-Kaltzeit. Den Untergrund dieser Schotter bilden vor allem Gesteine der Raibler Schichten, die in der Oberen Trias vor ca. 230 Millionen Jahren als Meeresablagerungen gebildet wurden. Die Aue (der Drüsselgraben, der eingebettet zwischen dem Wamberg im Norden und der Wettersteinwand im Süden liegt) steht unter Naturschutz, „vor allem wegen der vielen geschützten Blumen wie der Enziane, die im Frühjahr die Huckel und Hügel mit einem blauen Teppich überziehen.“
Ab 1542 wurde Elmau mit Einödhöfen, einer Sägemühle und einem Gasthaus bebaut. Als sich die Bewirtschaftung nicht mehr lohnte, verkauften die Bauern ihren Besitz an zwei Verehrerinnen König Ludwigs II., der sich um 1870 ein Königshaus am Schachen errichten ließ und stets im Gut Elmau übernachtete. Zum Schloss ließ sich König Ludwig mit Pferdekutsche oder -schlitten hinauffahren. Nach dem Tod des Märchenkönigs im Jahr 1886 verlor das Anwesen dann gänzlich an Bedeutung, der Schachenweg ist aber heute noch beliebt, um den rund 850 Meter höheren Schachen (Höhe 1866 Meter) zu erwandern.

### Bau von Schloss Elmau und Anfangszeit
1912 erwarb der Schriftsteller, Philosoph und Theologe Johannes Müller das Einödanwesen. Ab 1914 gelang im Laufe von zwei Jahren mit wesentlicher finanzieller Unterstützung durch Elsa von Michael, geborene Haniel, Bau und Eröffnung (Pfingsten 1916) einer Institution, die laut Müller als „Freiraum des persönlichen und gemeinschaftlichen Lebens“ dienen sollte. Gäste sollten hier durch das Erlebnis der Stille in der Natur sowie durch Konzerte und Tanzabende „im Sinne der Bergpredigt selbstvergessen, unbewusst und unmittelbar wie die Kinder ihrem göttlichen Wesen gewahr werden können.“ Bereits 1916 wurden pro Jahr 150 Konzerte veranstaltet, von Klavier- über Lieder- bis hin zu Kammermusikabenden. Insbesondere durch Elly Ney wurden die Kammerkonzerte – bewusst begrenzt auf Mozart, Beethoven und Schubert – zu einer festen Einrichtung. Zu den engsten Freunden und Gästen von Johannes Müller zählten damals unter anderem die Theologen Adolf von Harnack und Ernst Troeltsch sowie der Thronfolger des Hauses Baden und Generalmajor Prinz Max von Baden, der sich von Müller die Heilung von seinen Angstattacken und die Überwindung seiner seelischen Isolation erhoffte.
Neben 150 Zimmern verfügte Elmau über einen großen Speisesaal, Konzertsaal, Teesaal mit Terrasse, Kaminsaal, Trinkstüberl, Salettl, Innenhof, weiträumige Flure und mehrere Treppenhäuser sowie zwei Tennisplätze und Bocciabahnen.

### Während der Zeit des Nationalsozialismus

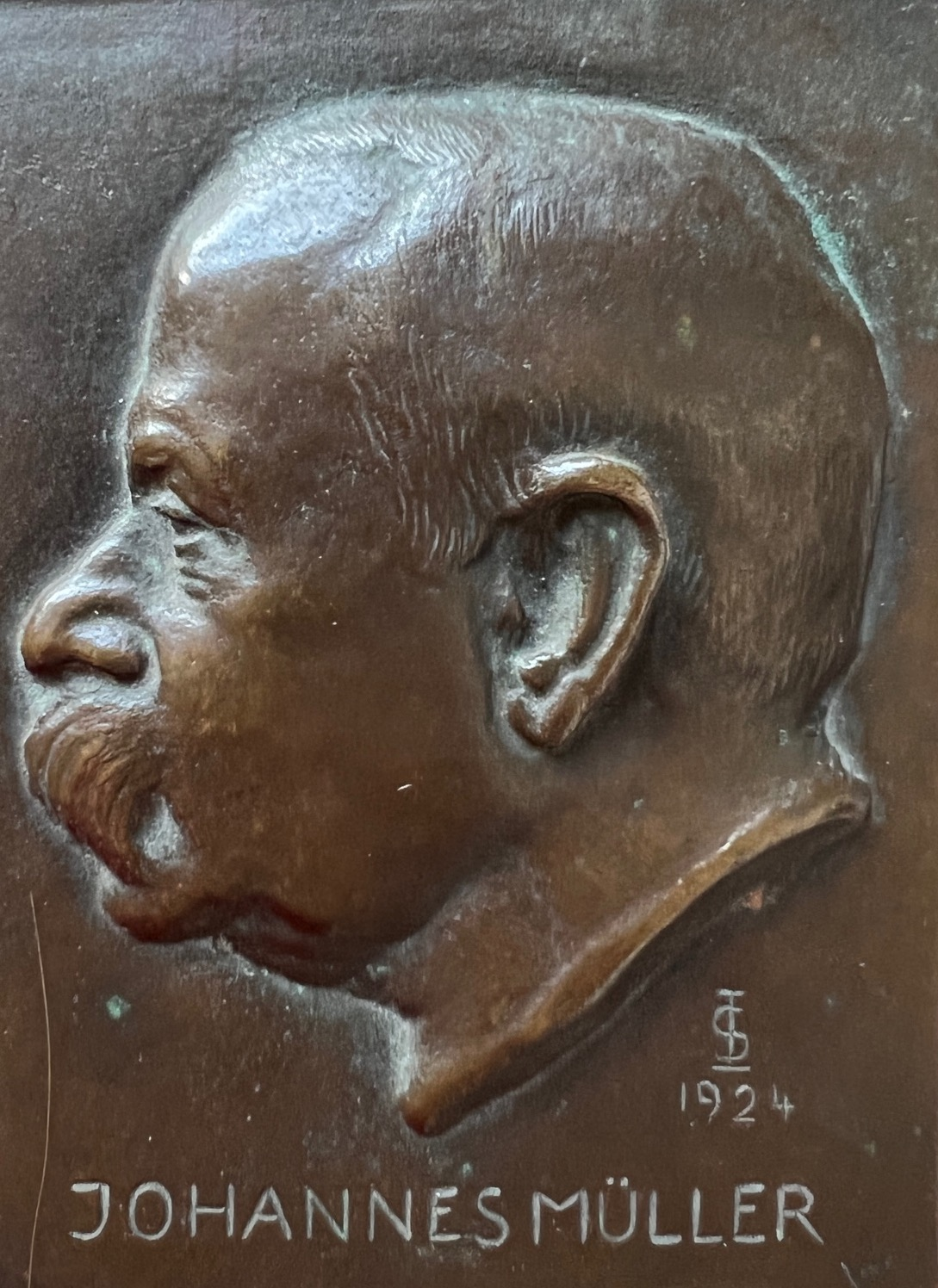
Johannes Müller, Bronzerelief von seiner Frau Irene Sattler

Im Dritten Reich war das Schloss Elmau in vielerlei Hinsicht ein Ort der Widersprüche. Johannes Müller, der den Nationalsozialismus bis 1933 abgelehnt hatte, wandelte sich im April 1933 plötzlich in einen Verehrer Adolf Hitlers, den er als „Werkzeug in Gottes Hand“ und Anführer der „nationalen Revolution des Gemeinnutzes über den Eigennutz“ sah, die Hitler jedoch nur mit Hilfe der deutschen Juden zu einem Erfolg führen könne. Gleichzeitig bezeichnete er im April 1933 den Biologismus und den Antisemitismus der Nationalsozialisten öffentlich als „Schande für Deutschland“, die ihm „Schamesröte ins Gesicht treibe“. Infolgedessen geriet Müller als „Judenfreund“ ins Visier des Propagandaministeriums und mehrere Maßnahmen gegen ihn wurden angestrebt. Anfangs wurden die einschlägigen Publikationen beschlagnahmt und ihm mit Ausnahme seiner Erinnerungen bis 1932 weitere Veröffentlichungen und schließlich auch öffentliche Vorträge verboten. Anfang 1942 beantragte das KZ Mauthausen seine Festnahme, die jedoch aus verschiedenen Gründen nicht erfolgte.
Im Nachklang dieser Ereignisse verbot Müller den Hitlergruß auf Schloss Elmau. Zudem galt das Schloss nicht als antisemitisch und wurde nicht zu einem bevorzugten Hotel der nationalsozialistischen Funktionseliten.
Dennoch blieb Hitler für Müller „das Empfangsorgan für die Regierung Gottes und Sender der ewigen Strahlen“. Ab 1942 wurde ein Teil des Schlosses an die Wehrmacht verpachtet, die das Haus als Erholungsheim für Soldaten nutzte. 1943 versuchte Alexander Schmorell, Mitglied der Widerstandsgruppe Weiße Rose, via Elmau in die Schweiz zu fliehen. Als klar wurde, dass dies nicht gelingen würde, musste er nach München zurückkehren, wo er denunziert, verhaftet und schließlich hingerichtet wurde. 1944 wurde das Schloss schließlich in ein Lazarett umgewandelt.

### Nachkriegszeit
Nach Kriegsende 1945 wurde Johannes Müller in einem Entnazifizierungsverfahren wegen Verherrlichung von Hitler in Wort und Schrift als Hauptschuldiger (Kriegsverbrecher) verurteilt. Die Verurteilung war rechtlich umstritten, da Müller weder Mitglied in der Partei noch einer ihrer Unterorganisationen und auch kein Kriegsteilnehmer war. Er bekannte sich dennoch zu seiner Schuld und wollte sich nicht verteidigen. Die Familie Müller klagte schließlich gegen das Urteil der Spruchkammer. Initiator des Verfahrens war Philipp Auerbach, bayerischer Staatskommissar für rassisch, religiös und politisch Verfolgte. Dieser übernahm das Schloss 1947 ohne Rechtstitel und betrieb es, nachdem es kurze Zeit als Lazarett und Winterkampfschule der US-Armee gedient hatte, dann als Erholungsheim für Tuberkulose-Kranke, Displaced Persons und Überlebende des Holocaust. Henri Heitan, Chefarzt des Joint Distribution Committee in Feldafing, hatte Elmau ausfindig gemacht und beschlossen, dort ein Erholungsheim für Überlebende einzurichten. Direktor war der Lederindustrielle Jakob Rosenberg. Überlebende konnten sich dabei für jeweils 14 Tage in Elmau erholen. Johannes Müller starb am 4. Januar 1949 in Elmau.
Auerbach wurde 1951 aufgrund des in der Nachkriegszeit weiter grassierenden Antisemitismus wegen angeblicher Unregelmäßigkeiten in dem vom Generalanwalt geführten Landesamt für Wiedergutmachung verhaftet. Er nahm sich nach seiner Verurteilung 1952 im Gefängnis das Leben. Zwei Jahre später wurde er von einem Untersuchungsausschuss des Bayerischen Landtages in vollem Umfang rehabilitiert. Die Erben Bernhard und Sieglinde Müller pachteten daraufhin das Anwesen vom bayerischen Staat. Sieglinde Müller heiratete 1954 den Hoteldirektor Odoardo Mesirca.
1960 wurde das Spruchkammerverfahren eingestellt und Bernhard Müller-Elmau und seine Schwester Sieglinde Mesirca als Erben eingesetzt. Zusammen mit Odoardo Mesirca und mit Unterstützung von Stammgästen und Künstlern machten sie Schloss Elmau innerhalb von vier Jahrzehnten wieder zu einer unvergleichlichen Kultur- und Erholungseinrichtung.

### Klassische Musik und Tanzabende in Schloss Elmau

#### Musikalisches
Kammermusikkonzerte und Tanzabende mit dem Hauspianisten Otto Ludwig, der ein Schüler Edwin Fischers war, spielten seit der Eröffnung von Schloss Elmau 1916, in dem bereits 150 Konzerte stattfanden, die zentrale Rolle im kulturellen Programm des Schlosses. Eine Auseinandersetzung mit der verhängnisvollen Geschichte und Vorträge fanden nicht statt. Fortan galt es nur noch der Musik und dem Tanz. Für Johannes Müller galt:

„Die Musik ist die Lebensfülle und Wirkenskraft, die uns allein die Unendlichkeit und den unvorstellbaren Schaffensüberfluss der Gottheit erfahren lässt und infolgedessen herzbewegend und sinnerfüllend in die Tiefe unserer Seele dringt. Sie gibt uns eine Ahnung von der himmlischen Sphärenmusik in reiner Harmonie. Darum ist die Musik auch ein Erwecker unendlicher Sehnsucht und unfassbarer Rührung der Seele in uns, in der wir den Hauch der Gottheit verspüren.“

Und an anderer Stelle:

„Die Kunst bringt uns ein Aufatmen der Seele in der metaphysischen Sphäre, die ihre Heimat ist. Sie versetzt uns in den himmlischen Rhythmus des Lebens. Sie hebt uns aus den Eitelkeiten der Vergänglichkeit empor und weckt das in uns, was wir eigentlich sind. Von hier aus verstehe ich die ungeheure Bedeutung, welche die Musik in den vergangenen hundert Jahren in Europa gewonnen hat. Sie ist die einzige unmittelbare Wirkung von Gott aus auf die im Materialismus der Anschauungen und des Lebens verschütteten und schier erstickten Seelen.“

Die Stimmung der Elmau damals und ihrer Tanzabende hat der Maler Harrison Compton um 1930 eingefangen. Neben den regelmäßigen Elmauer Tanzabenden mit den Pianisten Otto Ludwig jeden Mittwoch und Samstag fanden regelmäßig Musikwochen, Konzerte und Lesungen statt.

„Bezahlt wurde nicht mit Geld, sondern mit Tischzetteln, auf die man seine Zimmernummer und sein Getränk schrieb und die man den Helfern in die Hand drückte. Am Ende kam alles auf die Rechnung. So gab es auch immer Bleistift und Papier, um irgendetwas zu zeichnen.“

Die Haustöchter gaben dem Elmauer Leben seine ganz besondere Prägung. Laut Martin Cramer wirkte diese Einrichtung stark erzieherisch auf die Gäste. Das Frühstück holte man sich selbst an der Ausgabestelle bei der Küche ab.

„Man ist in vielen Dingen gänzlich auf sich selbst gestellt, und es gibt Dinge, die man einer Helferin, weil sie eine Dame ist, gar nicht zumutet.“

International bekannt wurde Schloss Elmau ab Januar 1957, als der deutsch-britische Dirigent Hans Oppenheim die ersten Britisch-Deutschen Musiktage auf Schloss Elmau zusammen mit dem Amadeus-Quartett initiierte. Hierbei traten u. a. die berühmten Geiger Yehudi Menuhin und Gidon Kremer, die Pianisten Wilhelm Kempff, Emil Gilels, Alfred Brendel und Friedrich Gulda, der Sänger Hermann Prey und Thomas Quasthoff sowie der britische Komponist und Pianist Benjamin Britten auf.

#### Literarisches und Geistiges
Im Jahre 1957 tagte die Schriftstellervereinigung Gruppe 47 mit Ingeborg Bachmann und Marcel Reich-Ranicki in Schloss Elmau. Die Internationale Gesellschaft für Tiefenpsychologie führte unter der Leitung von Karlfried Graf Dürckheim und dem Zenmeister Pater Enomiya-Lassalle Tagungen zu Themen wie „Abendländische Therapie und östliche Weisheit“ oder „Verantwortung der Wissenschaft vor dem Menschen“ durch.
Die Anthroposophische Gesellschaft veranstaltete hier ihre Jahrestagung. Bundespräsident Johannes Rau, Loriot und Alexander Kluge zählten zu den Stammgästen des Hotels.

### Übernahme durch Dietmar Mueller-Elmau

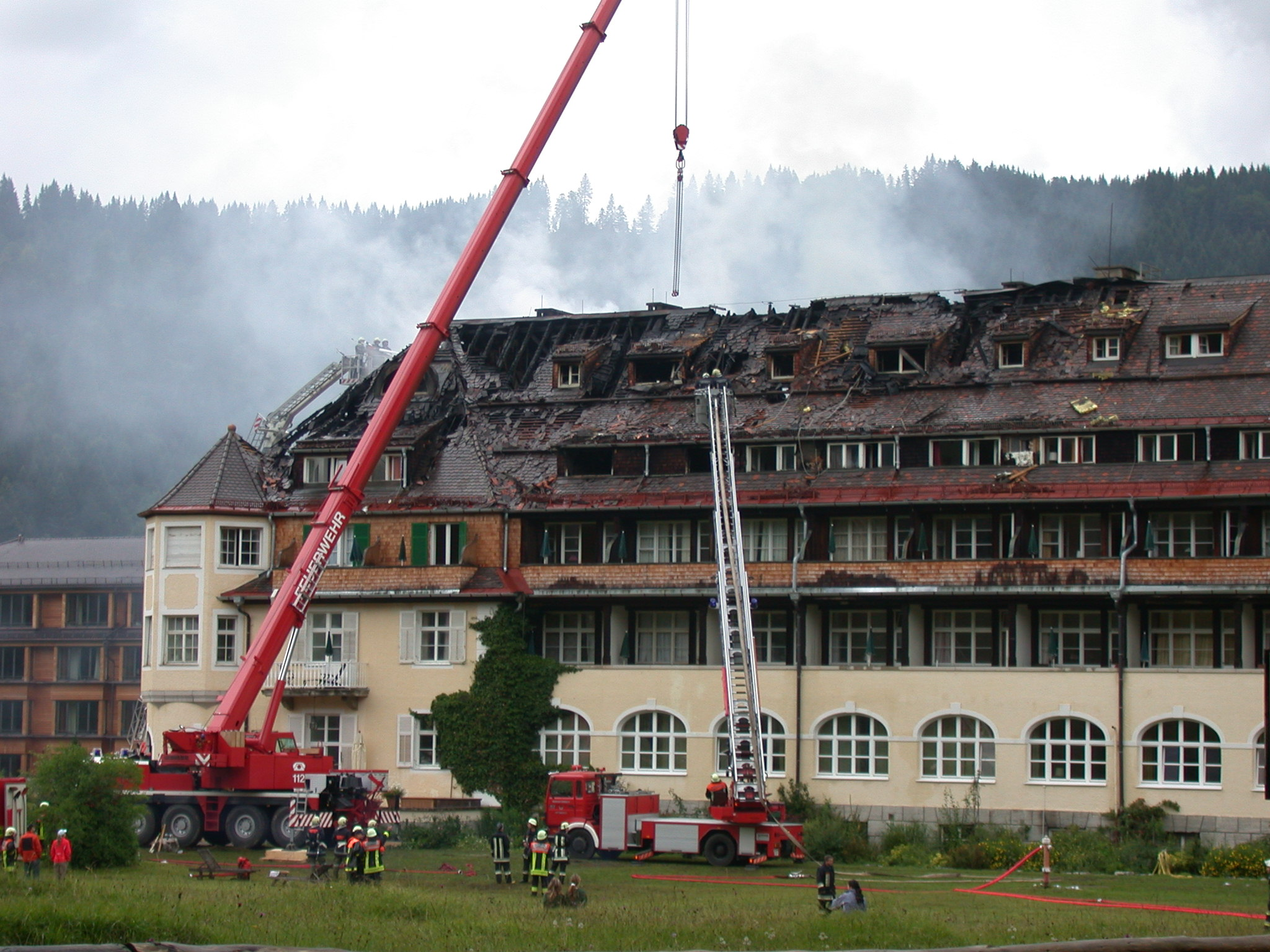
Der Südflügel nach dem Großbrand

Ausgestattet mit Vermögen durch den Verkauf seiner Firma Fidelio (Hotelsoftware), pachtete der heutige Mehrheitsgesellschafter Dietmar Mueller-Elmau 1997 das Haus und startete seinen exklusiven Wellness-Tourismus.
Mit der Übernahme durch Dietmar Mueller-Elmau wurden der Morgentanz und die regelmäßigen Tanzabende mit der Pianistin Bojana Simic abgeschafft. Gestrichen wurde auch die rotierende Tischordnung, die täglich neu von der Elmauer Hausdame festgelegt worden war.

„Schlimm ist der Platz in der Mitte.
Du bist immer der Dritte!
Links ist das Thema höchst brisant,
rechts tönt es weniger interessant.
Auch das Gegenüber wär’ nicht so übel,
doch dazwischen steht leider der Blumenkübel …
So wirst Du hin und her gerissen,
kurzum: die Mitte ist be…!“

Bei der Übernahme war für Mueller-Elmau besonders eine „Aufhebung des Zwangs zur Gemeinschaft“ von Bedeutung. Hierfür hob er die Tischordnungen auf, schaffte die morgendlichen Tanzstunden ab, halbierte die Anzahl der restlichen Tanzveranstaltungen und sägte in einem symbolischen Akt die großen Gemeinschaftstische in der Mitte durch. Seit 1998 wurde Schloss Elmau vor allem durch die Zusammenarbeit mit Christoph Schmidt auch zu einem regelmäßigen Treffpunkt insbesondere jüdischer Geisteswissenschaftler aus aller Welt.

### Eröffnung 2007 Luxury Spa & Cultural Hideaway
Im August 2005 zerstörten ein Großbrand und in dessen Folge große Mengen von Löschwasser zwei Flügel und zwei Drittel aller Zimmer des Schlosses. Der Wiederaufbau des Schlosses und des Badehauses begann im April 2006 nach Plänen von Dietmar Mueller-Elmau, Christoph Sattler aus München und kostete 40 Millionen Euro; 25 davon zahlte die Versicherung. Am 21. Juni 2007 wurde Schloss Elmau nach 14-monatiger Bauzeit in „neuer Großzügigkeit als Luxury Spa & Cultural Hideaway und Mitglied der Leading Hotels of the World“ eröffnet und seither national und international vielfach ausgezeichnet.

### Eröffnung des Schloss Elmau Retreat

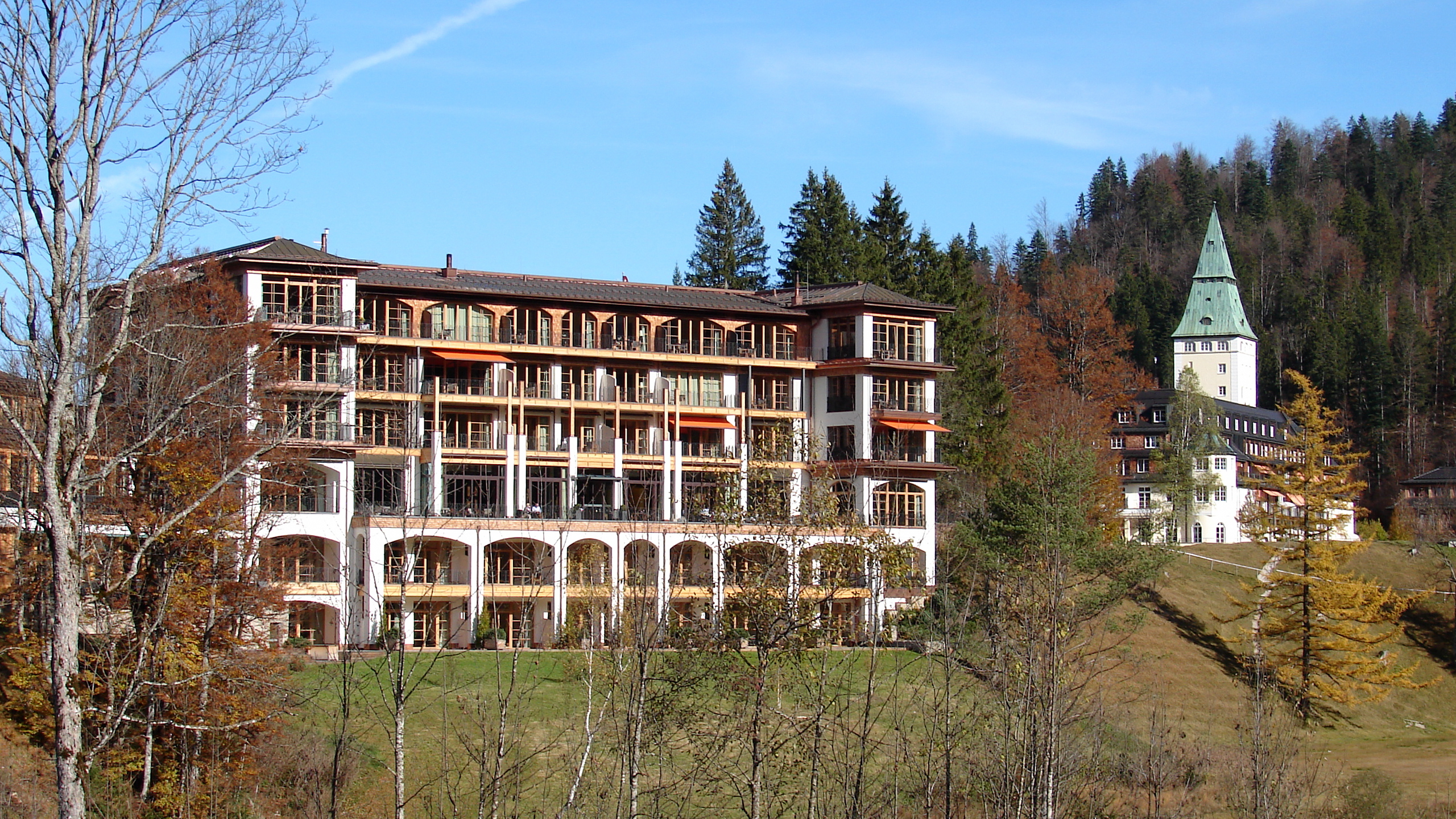
Schloss Elmau Retreat

Am 21. März 2015 wurde nach zweijähriger Bauzeit das neue Gebäude Schloss Elmau Retreat eröffnet. Heute werden in Schloss Elmau jährlich mehr als zweihundert musikalische Veranstaltungen durchgeführt. Neben der Klassischen Musik hat sich dabei in den vergangenen Jahren auch die Jazzmusik eine feste Position gesichert. Neben den musikalischen Konzerten finden auch regelmäßig literarische Veranstaltungen und Symposien statt. Das Hotel ist Mitglied der Hotelallianz The Leading Hotels of the World und strebt heute u. a. die Auseinandersetzung mit der Geschichte von Schloss Elmau – insbesondere der vom Nationalsozialismus geprägten – an. Es möchte zu einem kulturellen Zentrum, zum Tagungs- und Vortragsort hinsichtlich deutscher Ideen- und Kulturgeschichte, Theologie und Philosophie sowie der problematischen Verschränkung von Religion und Politik in weltpolitischen Fragen werden. Auch hier stammt die Planung von Hilmer & Sattler und Albrecht sowie DBLB-Architekten aus München.
Seit Oktober 2017 ist Christoph Rainer Küchenchef im Restaurant Luce D'Oro, das 2019 mit zwei Michelinsternen ausgezeichnet wurde. Seit 2024 heißt das Restaurant Ikigai.

### G7-Gipfel 2015
Der G7-Gipfel 2015 fand am 7./8. Juni 2015 auf Schloss Elmau statt. Vorbereitende Arbeiten in der Umgebung des Hotels wurden bereits ab 2014 durchgeführt. Straßen wurden asphaltiert und mit Straßengräben versehen, ein Hubschrauberlandeplatz angelegt und vieles mehr. Um den Tagungsort wurde eine 8 km lange Sicherheitszone errichtet und es wurde der Einsatz von etwa 20.000 Polizisten vorgesehen. Die Kosten des Gipfels, ursprünglich durch die bayerische Landesregierung mit 130 Millionen Euro veranschlagt, betrugen nach internen Daten des Innenministeriums ca. 200 Millionen Euro; Rolf von Hohenhau, Präsident des Bundes der Steuerzahler in Bayern, ging von 360 Millionen Euro aus. An dem Gipfel nahmen die Staats- und Regierungschefs von USA, Kanada, Japan, Frankreich, Großbritannien, Italien und Deutschland teil. Hier wurde eine Dekarbonisierung der Industriegesellschaften vereinbart und somit die Grundlage für den Klimavertrag von Paris geschaffen. Greenpeace lobte den Gipfel auf Twitter mit der Aussage „Elmau delivered“.

### G7-Gipfel 2022
Am 14. Dezember 2021 gab Regierungssprecher Steffen Hebestreit bekannt, dass der G7-Gipfel vom 26. bis 28. Juni 2022 erneut auf Schloss Elmau stattfinden wird. Der deutschen Bundesregierung zufolge erfülle das Schloss „alle logistischen und sicherheitstechnischen Anforderungen an einen G7-Gipfelort“.
Anlässlich der G7-Präsidentschaft Deutschlands 2022 gibt die Deutsche Post AG mit dem Erstausgabetag 23. Juni 2022 ein Sonderpostwertzeichen im Nennwert von 85 Eurocent heraus. Der Entwurf stammt vom Grafiker Thomas Serres aus Hattingen.

## Elmauer Alm

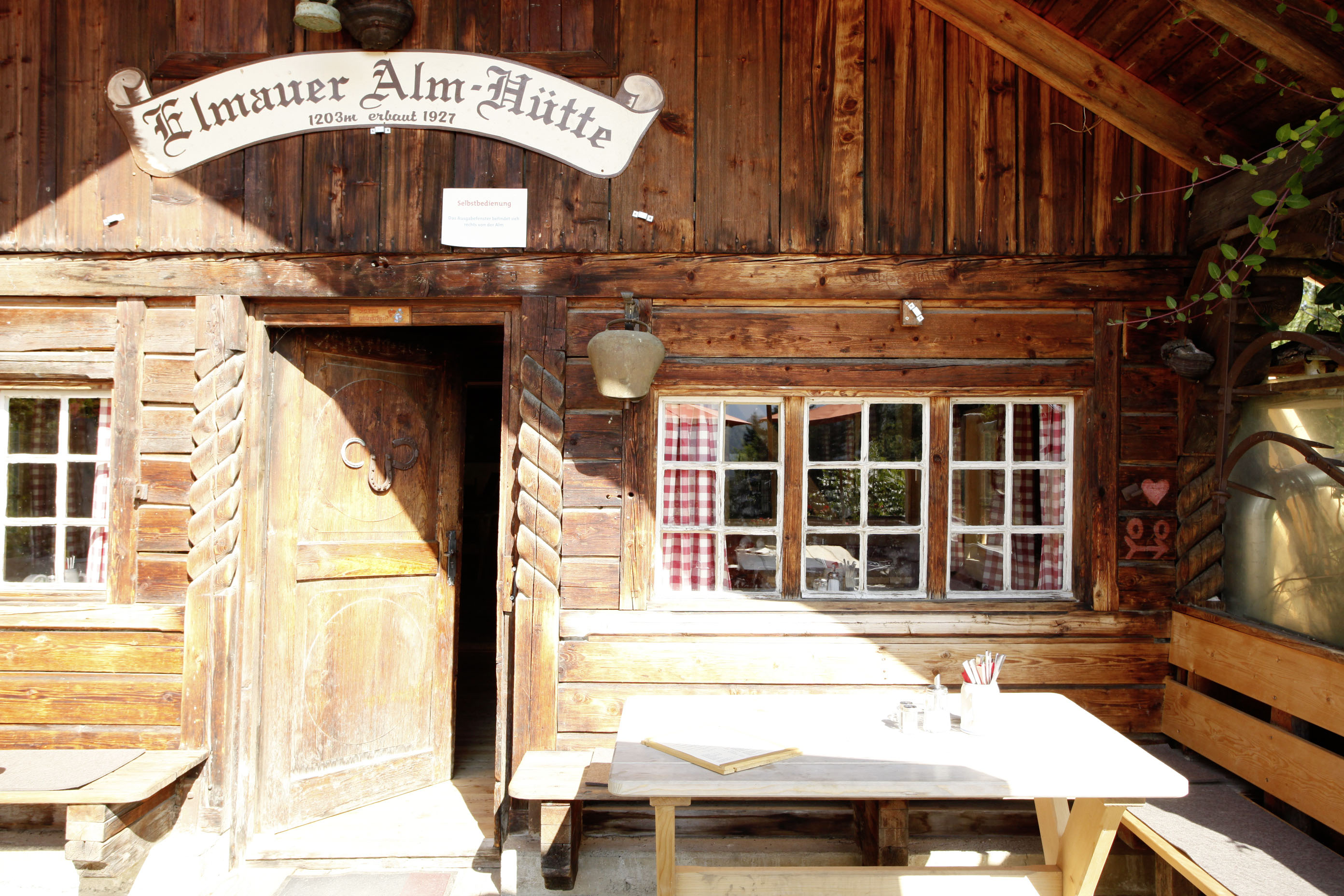
Elmauer Alm-Hütte, erbaut 1927

Die Elmauer Alm wurde 1927 als Almhütte erbaut und zu Beginn der 1950er Jahre zur Gästebewirtung ausgebaut; sie gehört zu Schloss Elmau. Sie liegt 1380 Meter Luftlinie nördlich des Schlosses, etwa 30 Gehminuten von diesem entfernt auf einem 1203 Meter hohen Bergrücken. Bei Wanderern ist die Hütte als Einkehr- und Etappenziel zwischen Garmisch-Partenkirchen und Mittenwald wegen ihres ausgezeichneten Rundblicks sehr beliebt, der von der Zugspitze im Westen über die Alp- und Dreitorspitze, das Wetterstein- und Karwendelgebirge bis hin zur Soierngruppe im Osten reicht. Bei idealen Witterungsbedingungen mit guter Fernsicht reicht der Blick bis weit ins Tiroler Land hinein.

## Elmauer Kapelle

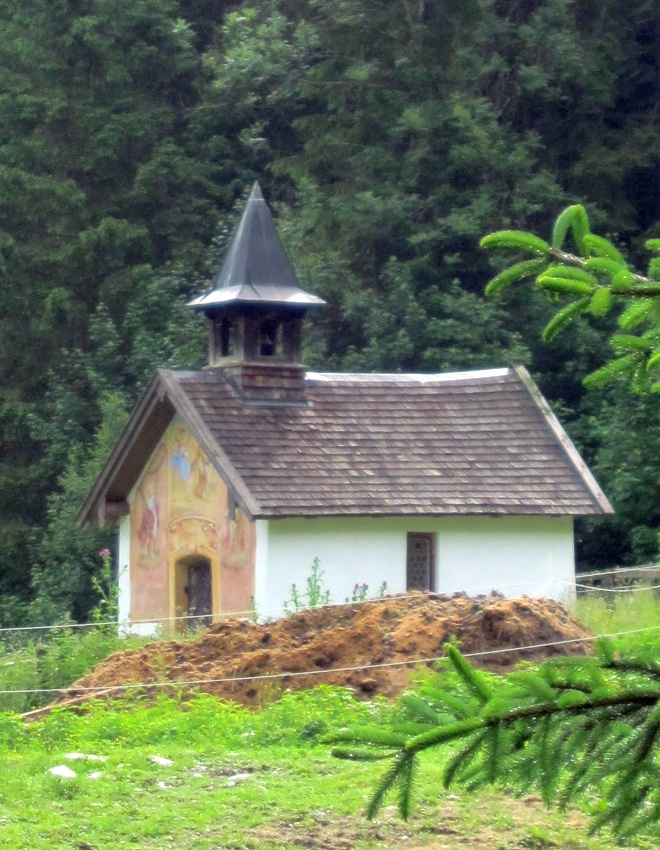
Elmauer Kapelle 1993

Die Elmauer Kapelle nahe dem Gut Elmau wurde 1778 erbaut und 1781 von Josef Degenhart aus Telfs mit Außen- und Innenfresken geschmückt. Das barocke Baudenkmal mit Dachreiter wurde 1994 von Grund auf renoviert.
Außengemälde: oben Flucht nach Ägypten, links der Hl. Andreas, rechts der Hl. Bartholomäus. Das Deckengemälde zeigt die „Krönung Mariens“.

## Die Elmau im Film
- Die Elmau – Eine Familien- und Schlossgeschichte (Dokumentarfilm), Deutschland 1999, Bayerisches Fernsehen, Regie: Thomas Honickel
- BBC-Serie Amazing hotels, 3. Serie, 3. Folge (2020)[51]